# Anthaxia carmen
Anthaxia carmen es una especie de escarabajo del género Anthaxia, familia Buprestidae. Fue descrita científicamente por Obenberger en 1912.